# Assemblea Unitària per l'Autodeterminació
Assemblea Unitària per l'Autodeterminació (AUA) fou una entitat independentista catalana fundada el 8 de juny de 1991 per Eva Serra i Puig, Blanca Serra i Puig, Teresa Alabèrnia i Domènech, Antoní Massaguer, Carles Benítez, Lluís Maria Xirinacs, Jaume Soler i Pastells (alcalde d'Arbúcies), Xavier Garriga i Cuadras (alcalde de Sant Pere de Ribes), Toni Infante (TUC) i Jordi Muñoz. Era formada per militants del Moviment de Defensa de la Terra, antics membres de Terra Lliure i alguns procedents de la Crida a la Solidaritat com Carles Riera. Tenia un tarannà ecologista i antimilitarista, integrador i no pas discriminador, que practicava la democràcia directa.
El seu primer acte polític es va dur a terme amb el XX Aniversari de l'Assemblea de Catalunya el 7 de novembre de 1991, presentant-se com a projecte unitari de l'independentisme. El març de 1993 es va integrar en l'Assemblea d'Unitat Popular.